# كأس الدرجة الثانية القطري
أقيمت المسابقة في نسختها الأولى بالموسم الرياضي 2017-2018 ويشارك في نسخة هذا الموسم 8 فرق وهي أندية الدرجة الثانية ( الخريطيات والمرخية ومعيذر ومسيمير والشمال ) بالإضافة إلى فرق ( البدع، لوسيل، الوعب ) ويعتبر فريق مسمير هو حامل لقب النسخة الأخيرة للموسم 2019 ، بينما توج فريق معيذر بلقب النسخة الأولى 2018 .
وكانت قرعة كأس الدرجة الثانية للموسم الرياضي الحالي 2019-2020 ، أسفرت عن تقسيم الأندية إلى مجموعتين، بحيث ضمت المجموعة الأولى فرق الشمال والخريطيات ومسيمير ولوسيل، بينما ضمت المجموعة الثانية فرق معيذر والمرخية والبدع والوعب.
وتنطلق المنافسات يوم الإثنين 18 نوفمبر 2019 بمباريات الأسبوع الأول، وتقام منافسات الجولة الثانية من دور المجموعات يومي الإثنين والثلاثاء 25 و27 نوفمبر 2019 ، بينما الجولة الثالثة والأخيرة فتقام يومي السبت والأحد 30 نوفمبر 2019 وأول ديسمبر 2019 وهو موعد انتهاء مباريات الدور التمهيدي .
ويقضي نظام المسابقة بإقامة المباريات بنظام الدوري من دور واحد في مرحلة المجموعات، ويصعد الأول والثاني من كل مجموعة للدور قبل النهائي الذي يكون بنظام خروج المغلوب، حيث يلتقي أول المجموعة الأولى مع ثاني المجموعة الثانية، ويلتقي أول المجموعة الثانية مع أول المجموعة الأولى وتقام مباريات هذا الدور في الثامن من ديسمبر 2019، بينما تقام المباراة النهائية بتاريخ 15 من الشهر نفسه .

## الأبطال
- نادي معيذر 2018
- نادي مسيمير [1]2019